# Puchiumazus
Puchiumazus, monogenerički rod višegodišnjeg raslinja iz porodice Mazaceae, dio reda medićolike. Jedina vrsta je P. lanceifolius, kineski endem iz zapadnog Hubeia i istočnog Sichuana.
Rod je osnovan 2021. kako bi se u njega smjestila jedna vrsta koja je izdvojena iz roda roda Mazus.

## Sinonimi
- Mazus lanceifolius Hemsl.; J. Linn. Soc., Bot. 26(174): 181-182 (1890)

## Vanjske poveznice
- Comparative plastid genomics of Mazaceae: focusing on a new recognized genus, Puchiumazus